# Peter Palmer Ekeh
Peter Palmer Ekeh (* 8. August 1937; † 17. November 2020) war ein nigerianischer Soziologe, der als Professor für afro-amerikanische Studien an der Universität Buffalo lehrte und wegen seiner Beiträge zur soziologischen Tauschtheorie international bekannt wurde.
Ekeh machte sein Bachelor-Examen 1964 an der Universität London, das Master-Examen 1967 an der Stanford-Universität und wurde 1970 an der Universität von Kalifornien in Berkeley zum Ph.D. promoviert. Ab 1989 war er Professor an der Universität Buffalo.
Sein Beitrag zur soziologischen Tauschtheorie ist durch die Hervorhebung des kollektiven Tausches gegenüber dem individuellen Tausch (zwischen zwei Akteuren) charakterisiert. Danach erbringt jeder Einzelne Leistungen an alle, erhält mit der Zeit auch welche von allen. Ekeh weigerte sich, das Zwei-Personen-Tauschmodell zur Grundlage der soziologischen Analyse zu machen.